# Saison 2 de Nip/Tuck
Chronologie
Saison 1 Saison 3
Cet article présente les seize épisodes de la deuxième saison de la série télévisée américaine Nip/Tuck.

## Synopsis
La relation entre Sean, Julia, Christian et Matt se désagrège quand un secret les impliquant tous les quatre est dévoilé. Dans le même temps un psychopathe nommé "Le Découpeur" viole et mutile des personnages au physique avantageux, mais nos deux chirurgiens esthétiques décident d'opérer gratuitement ses victimes, s'attirant sa foudre. Matt commence une relation avec se thérapeute qui est aussi une amie de sa mère.

## Distribution

### Acteurs principaux
- Dylan Walsh (VF : William Coryn) : Dr Sean McNamara
- Julian McMahon (VF : Arnaud Arbessier) : Dr Christian Troy
- John Hensley (VF : Vincent Barazonni) : Matt McNamara
- Roma Maffia (VF : Frédérique Cantrel) : Liz Cruz
- Joely Richardson (VF : Laurence Dourlens) : Julia McNamara

### Acteurs récurrents
- Kelsey Batelaan (de) (VF : Joséphine Ropion) : Annie McNamara
- Jessalyn Gilsig (VF : Rafaèle Moutier) : Gina Russo
- Vanessa Redgrave (VF : Nadine Alari) : Erica Noughton
- Andrew Leeds (VF : Tanguy Goasdoué) : Henry Shapiro
- Famke Janssen (VF : Juliette Degenne) : Ava Moore
- Kelly Carlson (VF : Murielle Naigeon) : Kimber Henry
- Ruth Williamson (VF : Marie-Martine) : Mme Hedda Grubman
- Georg Stanford Brown (VF : Pierre Dourlens) : James Sutherland
- Jill Clayburgh : Bobbi Broderick
- Rebecca Gayheart (VF : Nathalie Karsenti) : Natasha Charles
- Joey Slotnick (VF : Hervé Bellon): Merrill Bobolit
- Seth Gabel (VF : Alexandre Gillet : Adrian
- D. W. Moffett (VF : Jean-Louis Faure) : Kevin Hotchkiss
- Bruno Campos (VF : Guillaume Lebon) : Dr Quentin Costa

## Épisodes
| N° | #  | Titre                                          | Réalisation       | Scénario                          | Première diffusion                                                                |
| --- | -- | ---------------------------------------------- | ----------------- | --------------------------------- | --------------------------------------------------------------------------------- |
| 14 | 01 | Ô vieillesse ennemie ! Erica Noughton          | Ryan Murphy       | Ryan Murphy                       | États-Unis : 22 juin 2004 sur FX France : 10 novembre 2004 sur Paris Première     |
| Sean commence à avoir des spasmes dans sa main qui remettent en cause ses compétences chirurgicales. Gina tente de garder Wilber loin de Christian. La mère de Julia, Erica, vient à Miami pour subir un lifting, car elle commence la promotion de son nouveau livre. Une femme demande une chirurgie réparatrice après s'être tirée une balle dans le visage il y a neuf mois... |    |                                                |                   |                                   |                                                                                   |
| 15 | 02 | Auto-rhinoplastie Christian Troy               | Jamie Babbit      | Sean Jablonski                    | États-Unis : 29 juin 2004 sur FX France : 10 novembre 2004 sur Paris Première     |
| Christian se fait casser le nez sur le vagin d'une femme qui éternue pendant un cunnilingus. Matt découvre que Henry a été arrêté pour avoir violé Cara Fitzgerald. |    |                                                |                   |                                   |                                                                                   |
| 16 | 03 | Le Droit au plaisir Manya Mabika               | Elodie Keene      | Lynnie Greene (en) Richard Levine | États-Unis : 6 juillet 2004 sur FX France : 24 novembre 2004 sur Paris Première   |
| Une patiente d'origine somalienne se présente à la clinique pour retrouver sa féminité à la suite de son excision étant enfant. Julia se retrouve confrontée à un blocage sexuel dans son couple. Gina et Christian parlent de l'adoption de Wilbert mais Gina fait en sorte que Christian développe des doutes sur sa capacité à s'occuper de son fils.                           |    |                                                |                   |                                   |                                                                                   |
| 17 | 04 | Innocence perdue Mrs Grubman                   | Jamie Babbit      | Jennifer Salt                     | États-Unis : 13 juillet 2004 sur FX France : 24 novembre 2004 sur Paris Première  |
| Mme Grubman réussi à convaincre Sean et Christian de pratiquer sur elle une nouvelle opération aux genoux, malgré leur réticence, ils l'opère mais le résultat sera malheureux. Annie, la fille de Sean et Julia, entre dans la puberté. Christian met toutes les chances de son côtés pour avoir la garde de Wilbert, il se rapproche même du père biologique de celui-ci.        |    |                                                |                   |                                   |                                                                                   |
| 18 | 05 | Crash test Joel Gideon                         | Nelson McCormick  | Brad Falchuk                      | États-Unis : 20 juillet 2004 sur FX France : 1er décembre 2004 sur Paris Première |
| Un homme ayant passé la quarantaine se présente à la clinique pour se faire refaire le nez et une partie du visage ayant été gelé lors de son ascension de l'Everest. Sean, touché par son histoire et ayant vécu un récent traumatisme, décide de pimenter sa vie. Christian et Gina se présentent devant un juge pour la garde de Wilbert.                                       |    |                                                |                   |                                   |                                                                                   |
| 19 | 06 | Du bout des lèvres Bobbi Broderick             | Michael M. Robin  | Lynnie Greene (en) Richard Levine | États-Unis : 27 juillet 2004 sur FX France : 1er décembre 2004 sur Paris Première |
| Une patiente ayant eu un accident avec un four de cuisine veut subir une opération reconstructrice aux lèvres. Matt se fait suivre par Ava qui déclenche chez lui une motivation insolite. |    |                                                |                   |                                   |                                                                                   |
| 20 | 07 | Effets secondaires Naomi Gaines                | Craig Zisk        | Sean Jablonski                    | États-Unis : 3 août 2004 sur FX France : 8 décembre 2004 sur Paris Première       |
| Le violeur prénommé le Découpeur fait une nouvelle victime. Sean, qui se débat contre une cliente mécontente, décide de prendre sous son aile Naomi Gaines, la dernière victime de celui-ci. Christian essaie de prévenir l'avenir de la clinique. La relation de Matt et Ava prend un nouveau tournant.                                                                           |    |                                                |                   |                                   |                                                                                   |
| 21 | 08 | Les Stigmates du passé Agatha Ripp             | Michael M. Robin  | Ryan Murphy                       | États-Unis : 10 août 2004 sur FX France : 8 décembre 2004 sur Paris Première      |
| Agathe Ripp présente des stigmates aux poignets et aux pieds. Ancienne toxicomane et prostituée, l'église a du mal à commandité ce miracle. Liz va voir son gynécologue pour vérifier la santé du fœtus conçu grâce au sperme de Christian. Sean apprend une nouvelle tragique. |    |                                                |                   |                                   |                                                                                   |
| 22 | 09 | Sœurs siamoises Rose & Raven Rosenberg         | Elodie Keene      | Ryan Murphy Brad Falchuk          | États-Unis : 17 août 2004 sur FX France : 15 décembre 2004 sur Paris Première     |
| À la suite du dévoilement de la réelle paternité de Matt, Sean quitte Julia et veut aussi mettre un terme à son association professionnelle avec Christian. Ils participeront à une chirurgie impliquant plusieurs médecins dans le but de décoller deux sœurs siamoises reliées par le front.                                                                                     |    |                                                |                   |                                   |                                                                                   |
| 23 | 10 | Poupée gonflable Kimber Henry                  | Nelson McCormick  | Jennifer Salt                     | États-Unis : 24 août 2004 sur FX France : 15 décembre 2004 sur Paris Première     |
| Kimber fait appel au cabinet pour un moulage sur la poupée gonflable la représentant. Sean, très agressif envers Julia, se voit dans l'obligation de l'aider. |    |                                                |                   |                                   |                                                                                   |
| 24 | 11 | L'amour est aveugle Natasha Charles            | Greer Shephard    | Lynnie Greene (en) Richard Levine | États-Unis : 31 août 2004 sur FX France : 5 janvier 2005 sur Paris Première       |
| Une jeune femme aveugle veut avoir un nouveau regard. Julia veut elle aussi changer son image d'elle-même. Christian découvrira la vraie beauté. |    |                                                |                   |                                   |                                                                                   |
| 25 | 12 | Le Chemin de vie Julia McNamara                | Michael M. Robin  | Ryan Murphy Brad Falchuk          | États-Unis : 7 septembre 2004 sur FX France : 5 janvier 2005 sur Paris Première   |
| Après son accident, Julia doit se faire opérer. Elle aura une vision de sa vie parallèle si elle avait choisi Christian plutôt que Sean. |    |                                                |                   |                                   |                                                                                   |
| 26 | 13 | Liberté, Illégalité, fraternité Oona Wentworth | Scott Brazil (en) | Sean Jablonski Jennifer Salt      | États-Unis : 14 septembre 2004 sur FX France : 12 janvier 2005 sur Paris Première |
| Une bonne hispanophone fait une séance bas de gamme de botox avec ses copines, le résultat est déplorable. Qui se cache derrière ce mauvais botox ? |    |                                                |                   |                                   |                                                                                   |
| 27 | 14 | Relations troubles Trudy Nye                   | Elodie Keene      | Hank Chilton                      | États-Unis : 21 septembre 2004 sur FX France : 12 janvier 2005 sur Paris Première |
| Le Découpeur fait une autre victime, un jeune homme. Sean fait une entrevue à la télévision expliquant pourquoi il tient à aider les victimes de ce déséquilibré. |    |                                                |                   |                                   |                                                                                   |
| 28 | 15 | Les Risques du métier Sean McNamara            | Michael M. Robin  | Brad Falchuk                      | États-Unis : 28 septembre 2004 sur FX France : 19 janvier 2005 sur Paris Première |
| Christian revoit Gina, il apprend une nouvelle qui pourrait bouleverser sa vie. Sean reçoit une visite dangereusement imprévue. |    |                                                |                   |                                   |                                                                                   |
| 29 | 16 | À double tranchant Joan Rivers                 | Ryan Murphy       | Ryan Murphy                       | États-Unis : 5 octobre 2004 sur FX France : 19 janvier 2005 sur Paris Première    |
| L'actrice Joan Rivers veut faire machine arrière sur ses multiples chirurgies esthétiques passées. Sean continue d'opérer les victimes du Découpeur et s'attend à recevoir sa visite et d'en finir. Une vérité sur Ava éclate. |    |                                                |                   |                                   |                                                                                   |